# Matteo Gianello
Matteo Gianello (né le 7 mai 1976 à Bovolone, Italie) est un joueur de football italien jouant au poste de gardien de but.

## Carrière

### Chievo Verone
Il commence sa carrière au Chievo Verone, alors en Serie C1, lors de la saison 1993-1994, mais il ne joue aucun match, mais l'équipe obtient sa promotion en Serie B.
Il est prêté la saison suivante à la Sampdoria, en Serie A, mais il ne jouera aucun match, et revient donc au Chievo pour la saison 1995-1996.
Lors de cette saison, il se fait remarquer en jouant quatre matches et encaissant un seul but. Il devient le gardien numéro 1 du Chievo la saison suivante, il joue tous les matches de la saison 1996-1997 et encaissera en moyenne un but par match. Malheureusement, les saisons suivantes marqueront le déclin du gardien, il jouera 12 fois en 1997-1998, 9 fois en 1998-1999 et 8 fois en 1999-2000. Il finit par quitter le Chievo pour rejoindre l'AC Sienne en été 2000, aussi en Serie B.

### AC Sienne
Pour sa première saison à Sienne, il est titulaire, mais sera vite mis sur le banc. La saison suivante, il encaisse 35 buts en 21 matchs, il est donc une nouvelle mis sur le banc, laissant sa place à Sebastián Cejas.
La saison 2002-2003, il est donc prêté à Hellas Verone, un autre club de Serie B et voisin de son ancien club le Chievo. Au Hellas Verone, il est la doublure de Gianluca Pegolo, il jouera un seul match et encaissera un but. Lors de cette même saison, ses partenaires de Siennes obtiennent la promotion en Serie A.
Il revient à Sienne en été 2003, mais ne jouera pas jusque janvier 2004, où il sera une nouvelle fois prêté, cette fois ci à Lodigiani, en Serie C2. Il joue 15 matchs et encaisse 14 buts entre janvier et juin 2004.
Il revient une nouvelle fois à Sienne en été 2004, mais ne rentrant plus dans les plans de Sienne, il est vendu au SSC Naples.

### SSC Naples
Lors de sa première saison, il est d'abord le gardien remplaçant d'Emanuele Belardi puis prend sa place en tant que titulaire. Ce changement de club représente un virage pour sa carrière, en effet, Gianello impressionne le public de San Paolo grâce à des performances exceptionnelles, où il contribue à la montée de Naples en Serie B. La saison suivante, il se fait voler sa place de titulaire par Gennaro Iezzo, il ne jouera donc que 2 matchs. Il ne jouera pas de match en 2006-2007 et ne contribue pas à la montée en Serie A.
Il débute en Serie A le 23 septembre 2007 face à Empoli, le match se termine par 0-0. En janvier 2008, il devient le gardien titulaire de Naples à la suite d'une blessure du titulaire. Il prolonge par la suite jusqu'en 2011.
Il joue son premier match international contre le SL Benfica le 2 octobre 2008, Naples perd le match 2 à 0.
Le 28 janvier 2009, à la suite des blessures de Gennaro Iezzo et Nicolás Navarro, il est titulaire contre la Fiorentina, mais malheureusement il se blesse lui aussi lors du match, et est contraint de laisser sa place au 4e gardien, Luigi Sepe, Naples perd le match 2 à 1. Il sera par la suite absent pendant 4 semaines.
En mai 2009, il est récompensé par le CONI pour son fair-play.
Il ne joue aucun match des saisons 2009-2010 et 2010-2011, étant le 3e gardien et laissant place à Morgan De Sanctis et Gennaro Iezzo. À l'issue de la saison 2010-2011, Naples se qualifie pour la première fois de son histoire en Ligue des Champions pour la première fois depuis sa recréation.
Le 30 juin 2011, son contrat avec le SSC Napoli prend fin, il quitte donc le club et se retrouve libre.
Acteur majeur d'une tentative de trucage d'un match Sampdoria Gênes-Naples du 16 mai 2010, il a été suspendu trois ans et trois mois par la commission de discipline de la FIGC.